# دیپتی ساتی
دیپتی ساتی (انگلیسی: Deepti Sati) بازیگر و مدل هندی است که بیشتر در فیلم‌های مالایالم ظاهر می‌شود. او هم چنین در فیلم‌های مراتی، کنادا، تامیل و تالیوود ظاهر شده‌است. دیپتی اولین بازیگری خود را در سال ۲۰۱۵، با حضوردر فیلم نی-نا انجام داد.
او با حضور در فیلم‌هایی همچون جگوار، انفرادی، خوش شانس و گواهینامه رانندگی چهره شد. دیپتی در سال ۲۰۱۹ با حضور در پرلیش، اولین تجربه بازیگری خود را در بخش پخش اینترنتی انجام داد و هم چنین در برنامه‌های تلویزیون، قضاوت کرده‌است.

## دوران ابتدایی زندگی
دیپتی ساتی در بمبئی به دنیا آمد. پدر او، دیویش ساتی اهل نینیتال، اوتاراکند و مادرش مادوری ساتی اهل کوچی، کرالا بودند.
دوران دبیرستان خود را در مدرسه کانوسا کنونت در آندهری، بمبئی طی کرد و دورۀ لیسانس خود را در رشتهٔ مدیریت بازگانی در کالج سنت خاویر، بمبئی دنبال کرد.

## فیلم‌شناسی
| سال  | نام فیلم          | نقش              | زبان           | نکات                                | مرجع   |
| ---- | ----------------- | ---------------- | -------------- | ----------------------------------- | ------ |
| ۲۰۱۵ | نی-نا             | نینا             | مالایالم       | اولین فیلم مالایالم                 | [ ۴ ]  |
| ۲۰۱۶ | جگوار             | پریا             | کنادا تالیوود  | اولین فیلم کنادا اولین فیلم تالیوود | [ ۵ ]  |
| ۲۰۱۷ | انفرادی           | دایسی            | مالایالم تامیل | اولین فیلم تامیل                    | [ ۶ ]  |
| ۲۰۱۹ | خوش شانس          | جیا              | مراتی          | اولین فیلم مراتی                    |        |
| ۲۰۱۹ | گواهینامه رانندگی | بهاما            | مالایالم       |                                     | [ ۷ ]  |
| ۲۰۲۱ | من هم مجردم       | سویتا            | تامیل          |                                     |        |
| ۲۰۲۱ | جنگ               |                  | کنادا          |                                     | [ ۸ ]  |
| ۲۰۲۲ | سادگی زیباست      | سیمی             | مالایالم       |                                     | [ ۹ ]  |
| ۲۰۲۲ | قرن نوزدهم        | ساویتری / ولومبی | مالایالم       |                                     | [ ۱۰ ] |
| ۲۰۲۲ | طلا               | رادا             | مالایالم       | نقش کوتاه                           | [ ۱۱ ] |